# 張豐緒
張豐緒（1928年8月5日—2014年6月1日），中華民國政治人物，前屏東縣縣長張山鐘之三子。曾任第五、六屆屏東縣縣長、臺北市市長、中華奧委會主席。

## 生平
1952年，張豐緒畢業於國立臺灣大學政治系，便負笈美國，獲美國新墨西哥大學政治學碩士。1956年返國，在外交部做了三年專員。:1291960年及1963年曾以無黨籍身份當選為第二、三屆臺灣省議員。

### 屏東縣長
1964年，張豐緒登記中國國民黨屏東縣長選舉，擊敗現任縣長李世昌，獲得國民黨提名。在第五屆縣長選舉中，對上中國青年黨提名的屏東縣議員黃振三。當時國民黨不斷在眷村透過耳語傳播，抹黑黃振三是移送管訓的地痞流氓無賴，針對黃振三極盡汙衊之能事。:223-248最終張豐緒以11萬7千多票擊敗黃振三8萬3千多票，當選縣長。與張山鐘成為屏東縣首位父子檔縣長。
1968年，第六屆縣長選舉，張豐緒再獲國民黨提名，以17萬2千多票再度擊敗黃振三。
張豐緒在縣長任內，推行將鄉村道路鋪上柏油。:130

### 臺北市長
1972年，蔣經國組閣，出任行政院長。同年5月，張豐緒獲蔣經國通知出任臺北市市長，:1306月出任臺北市長。有趣的是，張豐緒在第二屆省議員時期，曾於1960年投票反對臺北市改制為院轄市。:131
據當時市府一級主管表示，張豐緒市長任內不看公文，辦公桌上常放生態環境相關的書籍刊物，那些才是他感興趣的事物。:188-189
據時任蔣經國英文秘書的葉昌桐（後出任海軍總司令）回憶，張豐緒剛上任時因為不習慣臺北市議會議員的質詢方式，頻頻向他訴苦：「臺北市的市議員每個都口齒伶俐、咄咄逼人，我在屏東擔任縣長時，每個議員都對我尊敬有加，現在我擔任臺北市市長真有些不習慣。」後來張豐緒有一陣子十分倦怠，一方面是因為議員的炮火攻擊，一方面也是因為院長對他的施政頻頻關懷，使他深覺左右掣肘，無法施展抱負。:647

### 中央仕途
1976年6月，行政院改組，張豐緒出任內政部部長；1978年蔣經國出任總統，內閣改組，孫運璿出任閣揆，張豐緒轉任行政院政務委員。復出任中華民國體育運動總會會長。因2000年中華民國總統選舉，支持省長宋楚瑜角逐總統大位，因而遭中國國民黨開除黨籍，大選後宋系人馬改組競選團隊為「新台灣人民黨」，並於2000年3月31日舉行成立大會，更名為親民黨，隨即通過禮聘競選團隊從政時間最久的張豐緒為高級顧問，直至其逝世止。
1996年中華民國總統選舉時，前司法院院長林洋港一度想找張豐緒搭檔參選正副總統，但張豐緒後來婉拒其徵詢。
2014年6月1日，張豐緒病逝於台北榮民總醫院。

## 家庭
- 張豐緒父親張山鐘，為首屆民選屏東縣長。張山鐘元配藍奎出身里港藍家，張豐緒出任內政部長後，里港藍家的藍家鵬出任總務司長。[8]
- 張豐緒上有兩位哥哥，大哥張豐胤畢業於熊本醫科大學，曾於日本行醫。二哥張豐彥留學日本，在就讀熊本五高時不幸去世。[3]:194
- 張豐緒有五個姊姊。大姊張緞嫁給前司法院院長戴炎輝；五姊張若嫁給陳奇祿，1978年內閣改組，張豐緒「跌至」不管部政務委員，國民黨為彌補張家「損失」，拔用了張豐緒五姊夫陳奇祿出任政務委員。戴炎輝退職司法院院長後，陳奇祿更被提為首任文建會主委。[3]:190
- 張豐緒之妻陳秋蟾，為高雄陳家陳啓清次女、前臺灣省議會議長黃朝琴外甥女。1954年文定。[3]:187
- 張豐緒與屏東縣第七、八任縣長柯文福亦有姻親關係：張豐緒四姊張妏嫁給屏東望族羅燦（前立委羅傳進堂叔），羅傳進的堂姊羅香香則為柯文福妻子。[3]:192-193
- 獨子張裕屏任台灣農畜產工業名譽董事長，育有兩女一子[9]
  - 長孫女 張嵐欣（台畜副董事長）
  - 次孫女 張可欣
  - 長孫 張華欣（台畜董事長）

## 其他
- 張豐緒獲蔣經國賞識的原因外界說法不一。一說他在屏東縣長任內栽植椰子樹，美化鄉間道路。一次蔣經國路過得見，大為讚賞；一說張豐緒縣府教育課長許水德辦理九年國教時，成績超越各縣市，張豐緒沾了許水德的光。而據屏東幫要角透漏，民國四十一年（1952年）蔣經國成立班底「中國青年反共救國團」時要籌措三千萬元，副主任謝東閔曾在接收高雄州時與張山鐘熟稔，向張山鐘勸募，張山鐘慷慨捐了兩百多萬元。[3]:188張山鐘的下對賭注，不僅使他後來獲得省府委員之職。在蔣經國掌權後，謝東閔扶搖直上。張山鐘的兒子張豐緒也當了二十年政務官。[3]:188

## 傳記及相關研究
- 〈張豐緒的錦繡前程〉，台灣時報社集體探訪，《政海浮沉錄》，鳳山市：《台灣時報》社，1977年9月。頁128-132。

| 中華民國政府職務 | 中華民國政府職務                                         | 中華民國政府職務                     |
| ---------------- | -------------------------------------------------------- | ------------------------------------ |
| 屏東縣政府       |                                                          |                                      |
| 前任： 李世昌    | 屏東縣縣長 第五、六屆 1964年6月2日－1973年2月1日         | 繼任： 沈奠國（代理） 柯文福（正式） |
| 台北市政府       |                                                          |                                      |
| 前任： 高玉樹    | 台北市市長 直轄市官派第二任 1972年6月10日－1976年6月11日 | 繼任： 林洋港                        |
| 行政院           |                                                          |                                      |
| 前任： 林金生    | 內政部部長 第十四任 1976年6月11日－1978年6月1日          | 繼任： 邱創煥                        |